# Dendrobium wardianum
Dendrobium wardianum är en orkidéart som beskrevs av Robert Warner. Dendrobium wardianum ingår i släktet Dendrobium, och familjen orkidéer. Inga underarter finns listade i Catalogue of Life.

## Bildgalleri

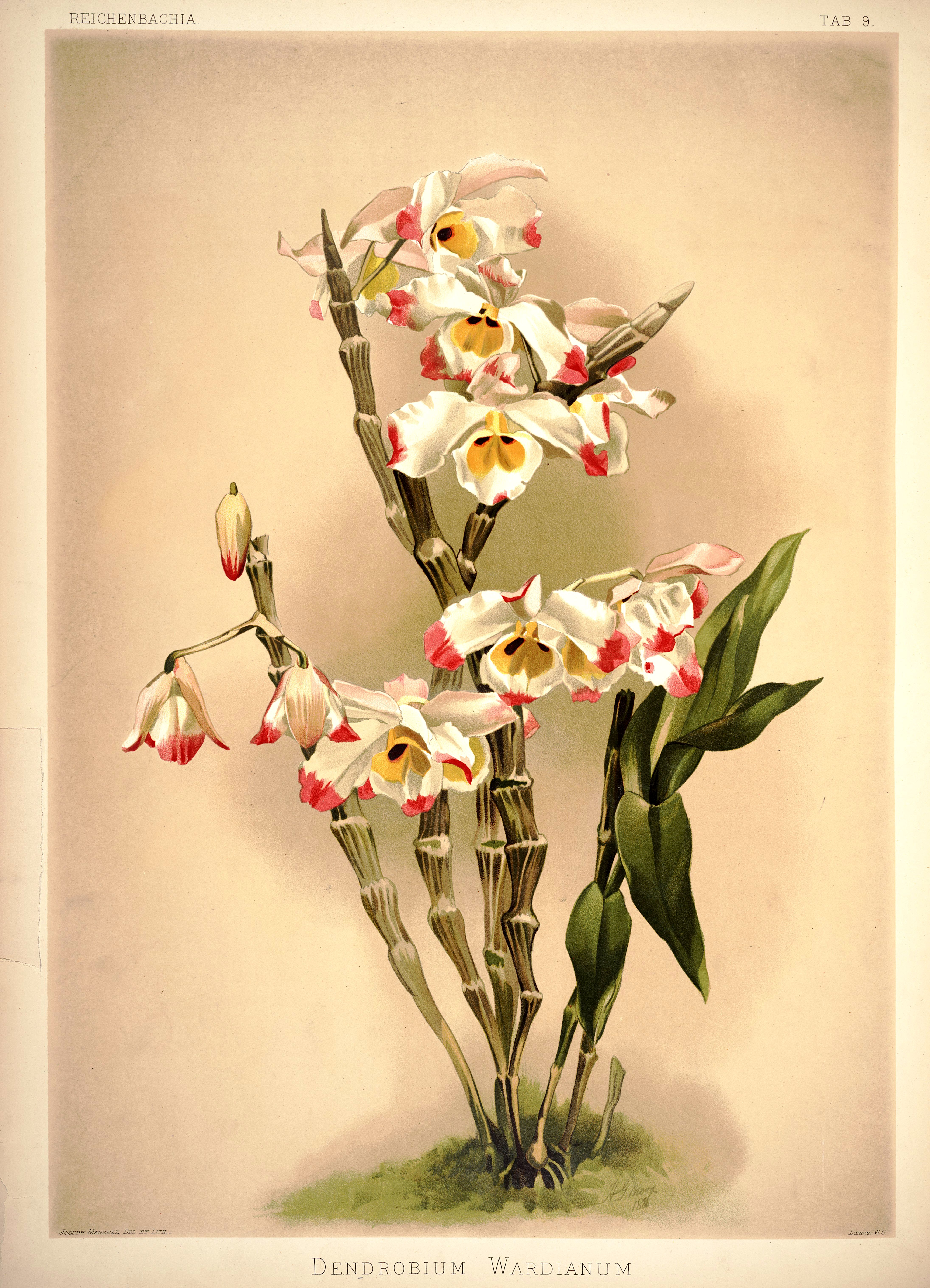
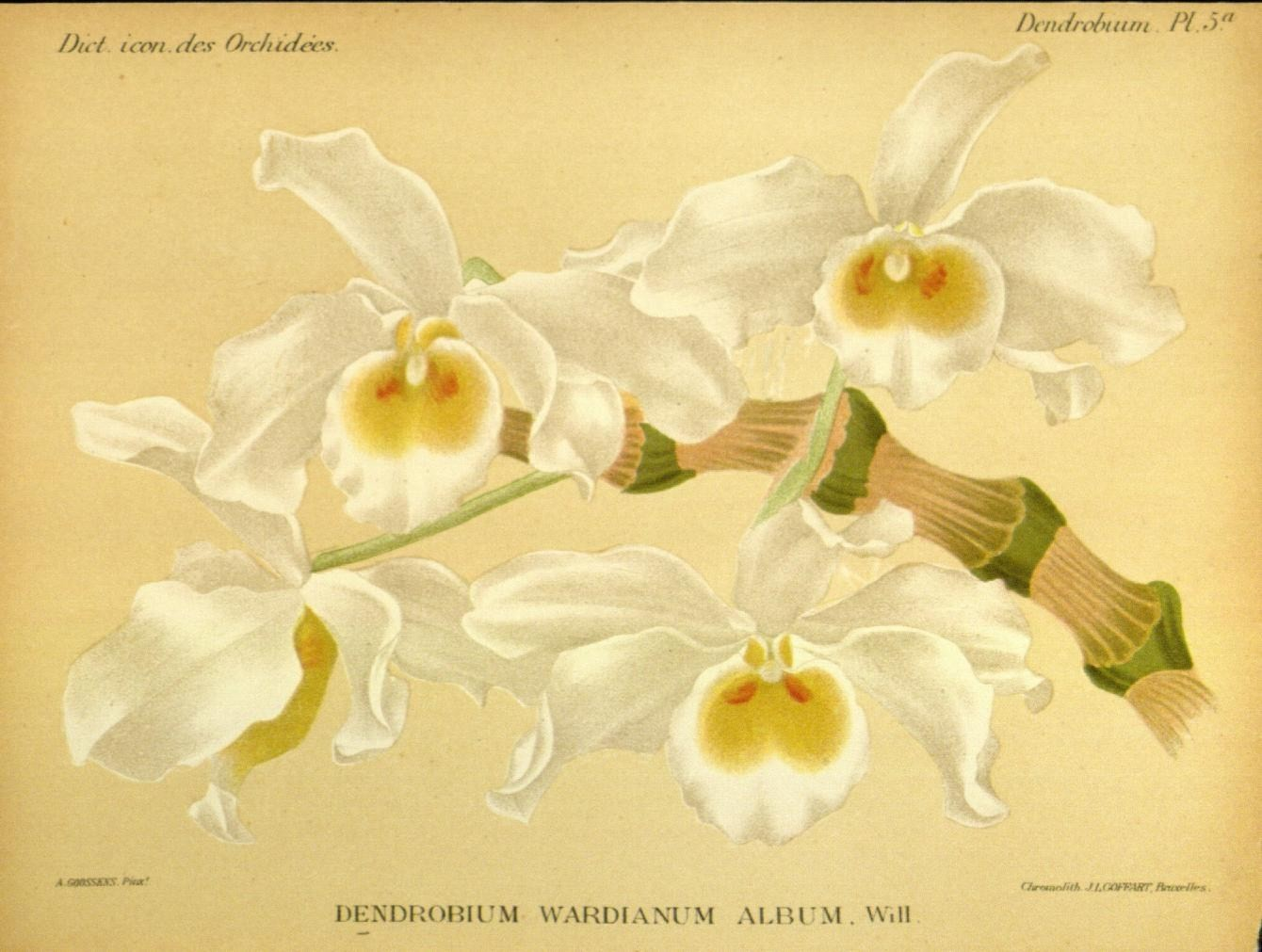